# Вульф, Кристоф
Кристоф Вульф (4 августа 1944 года) — немецкий учёный, специалист по исторической антропологии, теории образования, теории ритуала и мимесиса, профессор Свободного университета Берлина. К. Вульф — основатель и действующий член Междисциплинарного центра исторической антропологии и коллегии «Инсценирование тела в культуре», приглашенный профессор Стэнфордского университета, университетов Токио, Парижа, Амстердама, Стокгольма, Лондона. Так же он является членом таких научных сообществ как: Международного центра культурологических исследований (Вена), председатель Общества исторической антропологии, Национального института педагогических исследований (Париж/Лион), председатель Немецкой комиссии ЮНЕСКО по педагогике.

## Биография
Родился в Берлине. Закончил Свободный университет Берлина, где преподает с 1980 года. К. Вульф — автор множества научных работ, переведенных на различные языки, в том числе и на русский.

## К. Вульф иРоссия
К. Вульф неоднократно посещал Российскую Федерацию. Так 19 и 20 мая 2010 года К. Вульф дал 2 лекции в Сибирском Федеральном Университете: 'Мимезис. Перформативность. Ритуал' и 'Мир. Культурное разнообразие. Устойчивое развитие.' 13 сентября 2012 года он прочел лекцию на философском факультете МГУ 'Место и роль антропологии в контексте современной культуры.' 14-15 сентября 2012 года он посетил Волгоградский государственный университет по приглашению кафедры социологии. А 25 ноября 2019 года он провел лекцию на тему «Антропология как фундамент образования в эпоху антропоцена: новые перспективы». Лекция состоялась в рамках совместного проекта кафедры ЮНЕСКО «Образование в поликультурном обществе», Института философии человека и научно-исследовательской лаборатории социальной поддержки личности РГПУ им. А. И. Герцена.

## Сочинения

### На немецком языке
- Die Bilder des Menschen. Imaginäre und performative Grundlagen der Kultur, Bielefeld: transcript, 2014.
- Handbuch Pädagogische Anthropologie (mit Jörg Zirfas) (Hg.), Wiesbaden: Springer, 2014.
- Anthropology. A continental perspective, Chicago: Chicago University Press, 2013.
- Das Rätsel des Humanen. Einführung in die historische Anthropologie, München: Wilhelm Fink Verlag, 2013, ISBN 978-3-7705-4718-0.
- Das Glück der Familie. Ethnographische Studien in Deutschland und Japan (mit Shoko Suzuki, Jörg Zirfas u.a.), Wiesbaden: VS Verlag für Sozialwissenschaften, 2011, ISBN 978-3-531-18152-3.
- Der Mensch und seine Kultur. Hundert Beiträge zur Geschichte, Gegenwart und Zukunft des menschlichen Lebens, Köln: Anaconda Verlag, 2010.
- Wulf, Christoph u.a. Lernkulturen im Umbruch. Rituelle Praktiken in Schule, Medien, Familie und Jugend, Wiesbaden: VS Verlag 2007, ISBN 978-3-531-15175-5.
- Pädagogische Theorien des Lernens (mit Michael Göhlich u. Jörg Zirfas) (Hg.), Weinheim/Basel: Beltz Verlag, 2007; 2. Auflage 2014.
- Pädagogik des Performativen. Theorien, Methoden, Perspektiven (mit Jörg Zirfas) (Hg.), Weinheim/Basel: Beltz Verlag, 2007, ISBN 978-3-407-32074-2
- Tanz als Anthropologie (mit Gabriele Brandstetter) (Hg.), München: Wilhelm Fink Verlag, 2007
- Mythen des Blutes (mit Christina von Braun) (Hg.), Frankfurt/New York: Campus Verlag 2007.
- Anthropologie kultureller Vielfalt. Interkulturelle Bildung in Zeiten der Globalisierung, Bielefeld: Transcript Verlag, 2006.
- Zur Genese des Sozialen. Mimesis, Performativität, Ritual, Bielefeld: Transcript Verlag, 2005, ISBN 3-89942-415-8.
- Anthropologie. Philosophie, Geschichte, Kultur. Reinbek bei Hamburg: Rowohlt, 2004, ISBN 3-499-55664-2 und Köln: Anaconda Verlag, 2009, ISBN 978-3-86647-403-1
- Mimetische Weltzugänge (mit Gunter Gebauer), Stuttgart: Kohlhammer 2003; brasilianische Ausgabe 2004.
- Anthropologie der Erziehung. Eine Einführung, Weinheim/Basel: Beltz 2001; englische Ausgabe 2002; spanische Ausgabe 2004.
- Spiel, Ritual, Geste (mit Gunter Gebauer), Reinbek bei Hamburg: Rowohlts Enzyklopädie, 1998; dänische Ausgabe: Kopenhagen, 2001; französische Ausgabe 2004.
- Logik und Leidenschaft. Erträge Historischer Anthropologie (mit Dietmar Kamper) (Hg.), Berlin: Dietrich Reimer Verlag, 2002.
- Vom Menschen. Handbuch Historische Anthropologie, Weinheim: Beltz Verlag, 1997; 2. Auflage Mensch und Kultur, Köln 2010; japanische Übersetzung 2005.
- Theorien und Konzepte der Erziehungswissenschaft, München: Juventa, 1977; 6. Auflage 1992.

### В переводе на русский язык
- Вульф Кристоф. Антропология: История, культура, философия. СПб.: Изд-во СПбГУ, 2007. (Перевод, послесловие и комментарии Гульнары Хайдаровой).
- Вульф Кристоф. Генезис социального. Мимезис. Перформативность. Ритуал. СПб.: Интерсоцис. 2009. (Перевод Гульнары Хайдаровой, предисловие Валерия Савчука)
- Вульф Кристоф. Антропология воспитания. Москва, Праксис, 2011 (редакция пер. Хайдарова Г. Р.)
- Вульф Кристоф. Вместо предисловия: неопределенность как условие человеческой жизни // Неопределенность как вызов. Медиа. Антропология. Эстетика. СПб.: РХГА, 2013. С. 4-12.